# 华亭县 (唐朝)
华亭县，唐朝天寶时设置的县。
天宝十载（751年），吴郡太守赵居贞奏请以嘉兴县、海盐县、昆山县三县地置。属苏州、吴郡，为上县。当时在县西三十五里有华亭谷，为陆逊、陆抗宅所在。陆逊封华亭侯，陆机云：华亭鹤唳。故有此名。五代十国时，为吴越国辖区，历属开元府、苏州、秀州。北宋时仍属秀州。南宋庆元时，秀州改嘉兴府，仍隶之，为紧县。元朝至元十四年（1277年），华亭县升为华亭府，次年改松江府，为松江府治所。至元二十七年（1290年），华亭县析出上海县。
明朝洪武二十年（1387年）二月，在华亭县东南置金山卫，又东置青村所守御、千户所，隶金山卫。嘉靖二十一年（1542年），华亭县和上海县析出青浦县。清朝时仍为江苏省松江府治所。顺治初沿袭明制。顺治十二年（1655年），析出娄县，两县同城而治。雍正二年（1724年），析出奉贤县。考评：繁、疲、难。1912年，娄县废入华亭，1914年时，《改定各省重複縣名及存廢理由清單》改华亭县为松江县。